# Ясно-Поле
Ясно-Поле (болг. Ясно поле) — село в Болгарии. Находится в Пловдивской области, входит в общину Марица. Население составляет 586 человек.

## Политическая ситуация
В местном кметстве Ясно-Поле, в состав которого входит Ясно-Поле, должность кмета (старосты) исполняет Каля Иванова Видева (Болгарская социалистическая партия (БСП)) по результатам выборов правления кметства.
Кмет (мэр) общины Марица — Запрян Иванов Дачев (Болгарская социалистическая партия (БСП)) по результатам выборов в правление общины.